# Nygårdsvej (København)
 Der er for få eller ingen kildehenvisninger i denne artikel, hvilket er et problem. Du kan hjælpe ved at angive troværdige kilder til de påstande, som fremføres i artiklen.

Nygårdsvej er en ca. 1 km lang gade på Østerbro i København. Den begynder som en sidegade til Østerbrogade og fortsætter mod vest henover Vennemindevej til Sankt Kjelds Plads, hvorefter den bliver til Sejrøgade. Vejen har fået sit navn omkring 1876 efter en ejendom, der lå på stedet.
I begyndelsen af 1800-tallet lå kun få huse i den såkaldte Bryggervang, der dækkede hele arealet mellem Lyngbyvejen, de nuværende Østerbrogade, Vognmandsmarken og Jagtvej. En af dem var Nygård, som lå på den allerede da anlagte Vennemindevej. På et kort fra 1827 ses Nygård – som i virkeligheden omfatter to små gårde – liggende alene mens seks andre gårde ligger ude i Bryggervangens kanter, langs de førnævnte veje. En af Nygårds ejere var i 1800-tallet etatsråd Christian Juel.
Nygårdsvej var en ældre markvej. Både Nygårdsvej, Vennemindevej og Vognmandsmarken følger ældgamle hovedskel. Alle andre veje i det såkaldte Bryggervangskvarteret er anlagt siden.
I dag er Nygårdsvej en mere trafikeret og livlig vej i forhold til andre i kvarteret, bl.a. kører Movias linje 12 her. Der er primært beboelse i gaden. Generelt er Nygårdsvej lidt mere lys og luftig, end de andre gader i kvarteret, hvilket bl.a. skyldes, at få bygninger går over tre etager i højden.
Strækningen mellem Skt. Kjelds Plads og Vennemindevej er forholdsvis ensartet, mens det videre forløb bliver langt mere differentieret med ældre bygninger, en smule industri, flere butikker og gamle villaer (se fx nr. 29).
I 1950'erne lå der bl.a. en frimærkehandler (i nr. 1), Københavns Jern- og Metalopkøb (nr. 37), to bogtrykkerier (begge nr. 41), Københavns Kommunebibliotek (nr. 45), Reichardt Chokolade Fabrik (nr. 47), damefrisørsalonen Lis (nr. 16), to dampvaskerier, et ismejeri, en "hæftemaskinespecialist" (nr. 18), en sengefabrik (nr. 30). Det var ikke de mest eksklusive titler man finder i vejviseren, men bestemt heller ikke slum.

## Nævneværdige bygninger i gaden
- Nr. 1: Cafe Strandlyst, der reklamerer med ”dart, musik og hygge”, en bodega af ældre dato.

- Nr. 5: Bygningskompleks med bl.a. et Fitness dk-center, der ved åbningen i 2001 var Nordens største fitnesscenter.

- Nr. 12-14: Raoul Wallenberg-boligerne. 38 ældreboliger under Mosaisk Ældreboligfond. Opkaldt efter den svenske diplomat (4.8.1912-ca. 1947), der under 2. Verdenskrig forsøgte at redde en del jøder i Budapest.

- Nr. 15: Her lå tidligere børnehjemmet Kana, hvor den tragiske Vilhelm/Vilhelmine-sag fandt sted (se Alt om Historie, 7/2010). Kanas bestyrerinde var den 48-årige frøken Vilhelmine Møller, der dræbte en ung dreng af børnehjemmets beboere, og under sagen viste sig at være en mand.

- Nr. 21: På hjørnet af Fanøgade og Nygårdsvej (nr. 21) ligger der i dag en kiosk. Der har tidligere ligget en anden forretning, man kan endnu se dele af reklamen på facaden, hvor der bl.a. sælges ”Frugt”, ”Grønt”, ”Vin” og ”Konserves”.

- Nr. 20: Et meget fint eksempel på palæbebyggelse.

- Nr. 52: Her lå gennem mange år værtshuset Nygårdskroen. Det lukkede i 2013.

- Nr. 54-56, inkl. hele karréen: Andelsboligforeningen Nymindegaard, opført 1925-26, hvilket står med fint irrede bogstaver på husets front.

- Nr. 59-65: Andelsboligforeningen Langøgaard, opført 1927.